# Wesley Sneijder
Wesley Sneijder (Utrecht, 9 juni 1984) is een Nederlands voormalig profvoetballer die doorgaans als aanvallende middenvelder speelde. Hij speelde tussen 2002 en 2019 voor Ajax, Real Madrid, Internazionale, Galatasaray, OGC Nice en Al-Gharafa. Sneijder was van 2003 tot en met 2018 international in het Nederlands elftal, waarvoor hij 134 interlands speelde en 31 doelpunten maakte. Hij werd op 9 juni 2017 nationaal recordinternational, toen hij met zijn 131e interland het record van Edwin van der Sar brak. Sneijder beëindigde zijn carrière als profvoetballer in de zomer van 2019.
Sneijder doorliep de jeugdopleiding van Ajax en maakte in 2003 zijn debuut in het betaalde voetbal, in vijf seizoenen bij Ajax won hij een Nederlandse landstitel en tweemaal de Nederlandse beker. In 2007 werd hij voor 27 miljoen euro verkocht aan Real Madrid, waar hij in zijn eerste seizoen de Spaanse landstitel pakte. Na twee seizoenen vertrok hij naar het Italiaanse Internazionale. Daar kende hij de succesvolste periode van zijn carrière, met in het bijzonder het winnen van de treble (UEFA Champions League, Italiaanse landstitel en Italiaanse beker) in het seizoen 2009/10. In 2013 maakte Sneijder de overstap naar Galatasaray, waarmee hij in zowel zijn eerste als zijn derde seizoen de Turks landstitel in de wacht sleepte en in zijn tweede seizoen de Turkse beker.
Sneijder debuteerde in april 2003 in het Nederlands elftal. Hij vertegenwoordigde Nederland op drie Europese kampioenschappen (2004, 2008 en 2012) en drie wereldkampioenschappen (2006, 2010 en 2014). Persoonlijk werd hij op het WK 2010 bekroond met de Zilveren Bal en de Bronzen Schoen. Sneijder speelde zijn laatste interland op 6 september 2018.

## Clubcarrière

### Ajax
Sneijder begon met voetballen bij de Utrechtse amateurvereniging DOS. Op zevenjarige leeftijd (in 1991) werd hij gescout tijdens de Talentendagen bij Ajax, waarna hij de jeugdopleiding van Ajax doorliep.
Zijn oudere broer Jeffrey Sneijder en jongere broer Rodney Sneijder begonnen beiden ook bij DOS en werden ook bij de talentendagen van Ajax ontdekt. Jeffrey nam in 2001 afscheid van de jeugdopleiding en speelde na veel blessureleed bij Elinkwijk. Rodney had ook een contract maar vertrok in juli 2012 naar RKC Waalwijk.
Vanaf het seizoen 2002/03 maakte Sneijder deel uit van de eerste selectie. Zijn debuut in het eerste van Ajax maakte hij op 2 februari 2003 in de uitwedstrijd bij Willem II, die met 0–6 werd gewonnen. Op 13 april 2003 maakte hij zijn eerste doelpunt in de met 0–3 gewonnen uitwedstrijd tegen NAC Breda. Sneijder groeide in deze periode op de "nummer 10"-positie uit tot een dragende speler van Ajax.
In het seizoen 2006/07 maakte Sneijder achttien doelpunten. Valencia deed een bod van 16 miljoen euro, maar Ajax weigerde dit. Toen Ajax de vraagprijs verhoogde naar 30 miljoen euro, haakte Valencia af. Op 20 juli 2007 beweerde Sneijder nog een jaar in Amsterdam te zullen spelen.
In augustus 2007 toonde Real Madrid interesse en bood 24 miljoen euro, waarop Ajax met de vraagprijs zakte van 30 miljoen naar 27 miljoen euro. Real gaf aan dat er niet onderhandeld kon worden over het eerste bod, waarna de onderhandelingen ogenschijnlijk stopten. Op 12 augustus ging Sneijder alsnog voor 27 miljoen euro naar Real Madrid.

### Real Madrid
Op 13 augustus 2007 tekende Sneijder bij Real Madrid een vijfjarig contract. Hij werd daarmee de op dat moment op drie na duurste Nederlandse voetballer in de geschiedenis. Ruud van Nistelrooij, Marc Overmars en Arjen Robben waren op dat moment al voor meer verkocht. Van Nistelrooij verkaste voor 30,4 miljoen euro van PSV naar Manchester United, Overmars leverde (omgerekend) 40 miljoen euro op toen hij van Arsenal overging naar FC Barcelona. Robben ging voor 36 miljoen euro van Chelsea naar Real Madrid.
Op 15 augustus maakte Sneijder bij Real Madrid zijn officiële debuut in een oefenwedstrijd tegen Real Betis, die met 1–0 verloren ging. Sneijder startte in de basis en werd later vervangen door Guti. In zijn eerste competitiewedstrijd, op 25 augustus tegen stadsgenoot Atlético (2–1 winst), maakte Sneijder de 2–1. Na de vele aankopen in de zomer van 2009 drong, met name, het bestuur aan op een vertrek van Sneijder.

### Internazionale
Op 26 augustus 2009 werd bekend dat de in Madrid overbodige Sneijder een vierjarig contract had getekend bij Internazionale. Inter zou, naar verluidt, 15 miljoen euro hebben overgemaakt naar Real Madrid. Het eerste seizoen bij Inter was zeer succesvol. In 2009/10 won Inter de Serie A, de Coppa Italia, de Supercoppa Italiana, de UEFA Champions League en de FIFA Club World Cup.

### Galatasaray
Op 22 januari 2013 tekende Sneijder bij Galatasaray een contract voor drieëneenhalf jaar, waarmee een aankoopbedrag van 7,5 miljoen euro was gemoeid. Sneijder zou 4,2 miljoen euro per jaar gaan verdienen. Sneijder maakte op 27 januari 2013 zijn debuut voor Gala in de thuiswedstrijd tegen stadsrivaal Beşiktaş, die met 2–1 gewonnen werd. Op 11 december 2013 maakte hij het beslissende doelpunt tegen Juventus, dat Galatasaray naar de achtste finales van de UEFA Champions League bracht.
In het seizoen 2013/14 scoorde Sneijder de winnende 1–0 tegen Fenerbahçe. Op 18 oktober 2014 eindigde een duel tussen Galatasaray en Fenerbahçe in 2–1 voor Galatasaray. Sneijder drukte zijn stempel op de wedstrijd door in de 88e en 90e minuut met twee afstandsschoten de wedstrijd te beslissen. Sneijder speelde op 16 mei 2015 zijn honderdste officiële duel voor Galatasaray. Op die dag werd Gençlerbirligi met 1–0 verslagen door een doelpunt van hem. Op 14 juli 2017 werd zijn contract per direct ontbonden.

### OGC Nice
Sneijder tekende in augustus 2017 een contract tot medio 2018 bij OGC Nice, de nummer drie van de Ligue 1 in het voorgaande seizoen. In zijn verbintenis werd een optie voor nog een seizoen opgenomen. Hij bleef nog geen half jaar bij de Franse club, want in januari 2018 verhuisde hij naar Al-Gharafa.

### Einde carrière
In augustus 2019 kondigde Sneijder het einde van zijn voetballoopbaan aan.

## Clubstatistieken

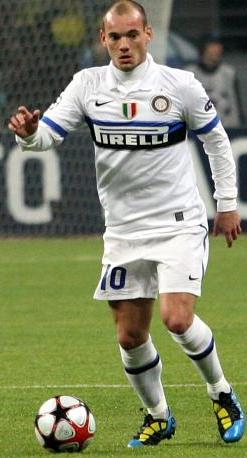
Wesley Sneijder in het tenue van Internazionale

| Seizoen         | Club            |                    | Competitie       | Competitie | Competitie | Competitie | Beker | Beker | Beker | Internationaal | Internationaal | Internationaal | Overig | Overig | Overig | Totaal | Totaal | Totaal |
| Seizoen         | Club            | Wed.               | Competitie       | Dlp.       | Ass.       | Wed.       | Dlp.  | Ass.  | Wed.  | Dlp.           | Ass.           | Wed.           | Dlp.   | Ass.   | Wed.   | Dlp.   | Ass.   |        |
| --------------- | --------------- | ------------------ | ---------------- | ---------- | ---------- | ---------- | ----- | ----- | ----- | -------------- | -------------- | -------------- | ------ | ------ | ------ | ------ | ------ | ------ |
| 2001/02         | Ajax            | Vlag van Nederland | Eredivisie       | 0          | 0          | 0          | 1     | 0     | 0     | 0              | 0              | 0              | 0      | 0      | 0      | 1      | 0      | 0      |
| 2002/03         | Ajax            | Vlag van Nederland | Eredivisie       | 17         | 4          | 4          | 3     | 1     | 0     | 3              | 0              | 0              | 0      | 0      | 0      | 23     | 5      | 4      |
| 2003/04         | Ajax            | Vlag van Nederland | Eredivisie       | 30         | 9          | 11         | 1     | 0     | 0     | 7              | 1              | 0              | —      | —      | —      | 38     | 10     | 11     |
| 2004/05         | Ajax            | Vlag van Nederland | Eredivisie       | 30         | 7          | 8          | 3     | 1     | 0     | 7              | 0              | 3              | 1      | 1      | 0      | 41     | 9      | 11     |
| 2005/06         | Ajax            | Vlag van Nederland | Eredivisie       | 19         | 5          | 5          | 3     | 2     | 1     | 7              | 4              | 2              | 2      | 1      | 0      | 31     | 12     | 8      |
| 2006/07         | Ajax            | Vlag van Nederland | Eredivisie       | 30         | 18         | 10         | 4     | 1     | 1     | 9              | 1              | 1              | 4      | 2      | 1      | 47     | 22     | 13     |
| Club totaal     | Club totaal     | Club totaal        | Club totaal      | 126        | 43         | 38         | 15    | 5     | 2     | 33             | 6              | 6              | 7      | 4      | 1      | 181    | 58     | 47     |
| 2007/08         | Real Madrid     | Vlag van Spanje    | Primera División | 30         | 9          | 7          | 2     | 0     | 0     | 5              | 0              | 1              | 1      | 0      | 1      | 38     | 9      | 9      |
| 2008/09         | Real Madrid     | Vlag van Spanje    | Primera División | 22         | 2          | 3          | 2     | 0     | 0     | 4              | 0              | 0              | 0      | 0      | 0      | 28     | 2      | 3      |
| Club totaal     | Club totaal     | Club totaal        | Club totaal      | 52         | 11         | 10         | 4     | 0     | 0     | 9              | 0              | 1              | 1      | 0      | 1      | 66     | 11     | 12     |
| 2009/10         | Internazionale  | Vlag van Italië    | Serie A          | 26         | 4          | 8          | 4     | 1     | 1     | 11             | 3              | 6              | 0      | 0      | 0      | 41     | 8      | 15     |
| 2010/11         | Internazionale  | Vlag van Italië    | Serie A          | 25         | 4          | 6          | 2     | 0     | 2     | 10             | 3              | 2              | 2      | 0      | 1      | 39     | 7      | 11     |
| 2011/12         | Internazionale  | Vlag van Italië    | Serie A          | 20         | 4          | 5          | 2     | 0     | 0     | 5              | 0              | 1              | 1      | 1      | 0      | 28     | 5      | 6      |
| 2012/13         | Internazionale  | Vlag van Italië    | Serie A          | 5          | 1          | 1          | 0     | 0     | 0     | 3              | 1              | 2              | —      | —      | —      | 8      | 2      | 3      |
| Club totaal     | Club totaal     | Club totaal        | Club totaal      | 76         | 13         | 20         | 8     | 1     | 3     | 29             | 7              | 11             | 3      | 1      | 1      | 116    | 22     | 35     |
| 2012/13         | Galatasaray     | Vlag van Turkije   | Süper Lig        | 12         | 3          | 0          | 0     | 0     | 0     | 4              | 1              | 1              | 0      | 0      | 0      | 16     | 4      | 1      |
| 2013/14         | Galatasaray     | Vlag van Turkije   | Süper Lig        | 28         | 12         | 7          | 6     | 3     | 1     | 7              | 2              | 1              | 1      | 0      | 0      | 42     | 17     | 9      |
| 2014/15         | Galatasaray     | Vlag van Turkije   | Süper Lig        | 31         | 10         | 3          | 6     | 3     | 3     | 6              | 1              | 1              | 1      | 0      | 0      | 44     | 14     | 8      |
| 2015/16         | Galatasaray     | Vlag van Turkije   | Süper Lig        | 25         | 5          | 7          | 6     | 0     | 2     | 8              | 0              | 1              | 1      | 0      | 0      | 40     | 6      | 10     |
| 2016/17         | Galatasaray     | Vlag van Turkije   | Süper Lig        | 28         | 5          | 15         | 4     | 0     | 1     | 0              | 0              | 0              | 1      | 0      | 1      | 33     | 5      | 17     |
| Club totaal     | Club totaal     | Club totaal        | Club totaal      | 124        | 35         | 32         | 23    | 6     | 7     | 25             | 4              | 4              | 4      | 0      | 1      | 175    | 45     | 44     |
| 2017/18         | OGC Nice        | Vlag van Frankrijk | Ligue 1          | 5          | 0          | 0          | 0     | 0     | 0     | 3              | 0              | 1              | 0      | 0      | 0      | 8      | 0      | 0      |
| Club totaal     | Club totaal     | Club totaal        | Club totaal      | 5          | 0          | 0          | 0     | 0     | 0     | 3              | 0              | 1              | 0      | 0      | 0      | 8      | 0      | 1      |
| 2017/18         | Al-Gharafa      | Vlag van Qatar     | Qatari League    | 11         | 9          | 4          | 1     | 0     | 0     | 6              | 2              | 1              | 0      | 0      | 0      | 18     | 11     | 5      |
| 2018/19         | Al-Gharafa      | Vlag van Qatar     | Qatari League    | 11         | 6          | 1          | 0     | 0     | 0     | 0              | 0              | 0              | 0      | 0      | 0      | 11     | 6      | 1      |
| Club totaal     | Club totaal     | Club totaal        | Club totaal      | 22         | 15         | 5          | 1     | 0     | 0     | 6              | 2              | 1              | 0      | 0      | 0      | 29     | 17     | 6      |
| Carrière totaal | Carrière totaal | Carrière totaal    | Carrière totaal  | 405        | 117        | 105        | 49    | 13    | 12    | 105            | 19             | 24             | 15     | 5      | 4      | 575    | 154    | 145    |

Bijgewerkt tot 14 mei 2019

## Interlandcarrière

### Jeugdelftallen
Sneijder begon zijn loopbaan als jeugdinternational in 1999 bij het Nederlands elftal onder 15. Hiervoor kwam hij eenmalig in actie. Hij kwam vervolgens uit voor de elftallen onder 16, 17, 18 en 19 jaar. Met Nederland onder 17 plaatste Sneijder zich in 2001 voor het UEFA EK onder 17 in Engeland. Op dit toernooi kwam Sneijder in alle groepsduels in actie, maar wist de groepsfase niet te overleven. Op 28 maart 2003 speelde Sneijder zijn enige interland voor Jong Oranje. De wedstrijd in het kwalificatietoernooi voor het UEFA EK onder 21 in 2004 werd thuis met 3–0 verloren van Jong Tsjechië.
| Jeugdinterlands van Wesley Sneijder | Jeugdinterlands van Wesley Sneijder | Jeugdinterlands van Wesley Sneijder | Jeugdinterlands van Wesley Sneijder | Jeugdinterlands van Wesley Sneijder | Jeugdinterlands van Wesley Sneijder |
| Team (№ interlands)                 | Datum                               | Wedstrijd                           | Uitslag                             | Soort Wedstrijd                     | Doelpunten                          |
| Als speler bij Ajax                 | Als speler bij Ajax                 | Als speler bij Ajax                 | Als speler bij Ajax                 | Als speler bij Ajax                 | Als speler bij Ajax                 |
| ----------------------------------- | ----------------------------------- | ----------------------------------- | ----------------------------------- | ----------------------------------- | ----------------------------------- |
| Onder 15 (1.)                       | 13 april 1999                       | Nederland – Schotland               | 4 – 1                               | Vriendschappelijk                   |                                     |
| Onder 16 (1.)                       | 24 november 1999                    | Nederland – België                  | 2 – 1                               | Vriendschappelijk                   |                                     |
| Onder 16 (2.)                       | 24 maart 2000                       | Engeland – Nederland                | 1 – 0                               | Vriendschappelijk                   |                                     |
| Onder 16 (3.)                       | 4 april 2000                        | Nederland – Tsjechië                | 1 – 0                               | Drie-landentoernooi                 | 62'                                 |
| Onder 16 (4.)                       | 5 april 2000                        | Schotland – Nederland               | 0 – 1                               | Drie-landentoernooi                 | 5'                                  |
| Onder 17 (1.)                       | 26 september 2000                   | IJsland – Nederland                 | 1 – 1                               | Kwalificatie EK 2001                |                                     |
| Onder 17 (2.)                       | 28 september 2000                   | Faeröer – Nederland                 | 0 – 7                               | Kwalificatie EK 2001                | 55'                                 |
| Onder 17 (3.)                       | 30 september 2000                   | Nederland – Wit-Rusland             | 4 – 2                               | Kwalificatie EK 2001                | 80'                                 |
| Onder 17 (4.)                       | 12 maart 2001                       | Griekenland – Nederland             | 1 – 1                               | Vriendschappelijk                   |                                     |
| Onder 17 (5.)                       | 14 maart 2001                       | Griekenland – Nederland             | 2 – 1                               | Vriendschappelijk                   |                                     |
| Onder 17 (6.)                       | 28 maart 2001                       | Nederland – Zweden                  | 1 – 1                               | Vriendschappelijk                   | 11'                                 |
| Onder 17 (7.)                       | 23 april 2001                       | Nederland – Turkije                 | 0 – 1                               | EK 2001                             |                                     |
| Onder 17 (8.)                       | 25 april 2001                       | Nederland – Polen                   | 2 – 0                               | EK 2001                             |                                     |
| Onder 17 (9.)                       | 27 april 2001                       | Rusland – Nederland                 | 0 – 0                               | EK 2001                             |                                     |
| Onder 18 (1.)                       | 17 oktober 2001                     | Tsjechië – Nederland                | 0 – 1                               | Vriendschappelijk                   |                                     |
| Onder 18 (2.)                       | 27 november 2001                    | Nederland – Zwitserland             | 3 – 1                               | Vriendschappelijk                   | 30'                                 |
| Onder 19 (1.)                       | 10 november 2001                    | Albanië – Nederland                 | 1 – 8                               | Kwalificatie EK 2002                |                                     |
| Onder 19 (2.)                       | 12 november 2001                    | Nederland – San Marino              | 7 – 0                               | Kwalificatie EK 2002                | 69'                                 |
| Onder 19 (3.)                       | 14 november 2001                    | Nederland – Frankrijk               | 2 – 1                               | Kwalificatie EK 2002                |                                     |
| Onder 19 (4.)                       | 20 maart 2002                       | Nederland – Ierland                 | 1 – 2                               | Kwalificatie EK 2002                |                                     |
| Onder 19 (5.)                       | 10 april 2002                       | Ierland – Nederland                 | 0 – 0                               | Kwalificatie EK 2002                |                                     |
| Onder 19 (6.)                       | 11 oktober 2002                     | Turkije – Nederland                 | 1 – 1                               | Kwalificatie EK 2003                |                                     |
| Onder 19 (7.)                       | 13 oktober 2002                     | Letland – Nederland                 | 0 – 4                               | Kwalificatie EK 2003                |                                     |
| Onder 19 (8.)                       | 15 oktober 2002                     | Nederland – Finland                 | 3 – 0                               | Kwalificatie EK 2003                |                                     |
| Onder 21 (1.)                       | 28 maart 2003                       | Nederland – Tsjechië                | 0 – 3                               | Kwalificatie EK 2004                |                                     |

### Nederland

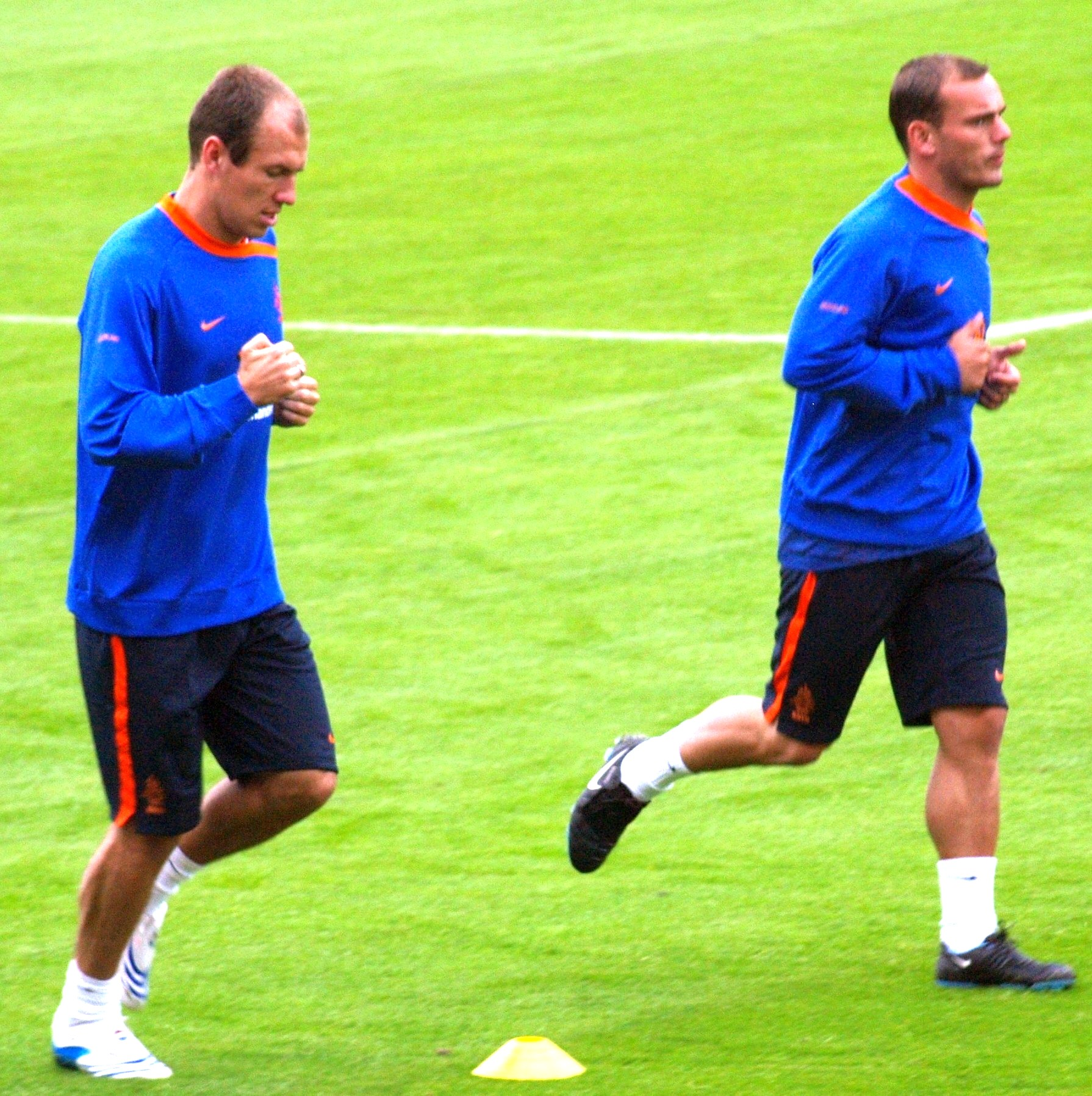
Sneijder (rechts) en Arjen Robben (links) in voorbereiding op EK van 2008.

Sneijder debuteerde op 30 april 2003 in het Nederlands elftal, in een oefeninterland in Eindhoven tegen Portugal (1–1), net als Arjen Robben. Hij viel in dat duel na 45 minuten in voor Phillip Cocu. Sneijder maakte vijf doelpunten tijdens het WK 2010. Hij sloot dat toernooi af als een van de vier topscorers van het toernooi. De verloren finale maakte Sneijder in zijn geheel mee. In de voorbereiding voor het EK 2012 maakte hij de 10–0 tegen San Marino. Nooit eerder sloot Nederland een wedstrijd met dubbele cijfers af. Het duel eindigde in een 11–0-zege.
Op 14 augustus 2012 werd Sneijder benoemd tot aanvoerder van het Nederlands elftal onder Louis van Gaal. Op 7 juni 2013 werd voorafgaand aan de interland tegen Indonesië bekend dat Sneijder de aanvoerdersband moest afstaan aan spits Robin van Persie. Bondscoach Van Gaal was van mening dat Sneijder, die een teleurstellend seizoen achter de rug had, eerst weer fit moest worden en dat hij dan verder zou kijken. Op maandag 2 september werd Sneijder alsnog opgeroepen door Van Gaal, nadat Georginio Wijnaldum was afgehaakt wegens een blessure. Twee dagen later maakte de bondscoach bekend dat de middenvelder een basisplaats zou krijgen in een WK-kwalificatieduel in en tegen Estland. Hij kreeg de voorkeur boven Adam Maher, die de geblesseerde Rafael van der Vaart verving.
Sneijder speelde op het WK 2014 in de openingswedstrijd tegen Spanje de hele wedstrijd mee. Het was zijn honderdste interland. Hier verzorgde hij twee assists: bij de 3–1 (vrije trap, Stefan de Vrij) en de 5–1 (Arjen Robben).
Hij speelde op 28 maart 2015 tegen Turkije zijn 112de interland voor Nederland (1–1), waarmee hij Frank de Boer evenaarde als veldspeler met de meeste interlands. Alleen doelman Edwin van der Sar (130) kwam toen vaker in actie voor het Nederlands elftal. Drie dagen later speelde hij zijn 113de interland, tegen Spanje. Daarmee kreeg hij het hoogste aantal interlands als veldspeler op zijn naam.
Op 6 september 2018 speelde hij zijn laatste interland tegen Peru in een vriendschappelijk duel, waarmee hij met 134 interlands Nederlands recordinternational werd.
| Interlands van Wesley Sneijder voor Nederland | Interlands van Wesley Sneijder voor Nederland | Interlands van Wesley Sneijder voor Nederland | Interlands van Wesley Sneijder voor Nederland | Interlands van Wesley Sneijder voor Nederland | Interlands van Wesley Sneijder voor Nederland |
| No.                                           | Datum                                         | Wedstrijd                                     | Uitslag                                       | Competitie                                    | Doelpunten                                    |
| Als speler bij Ajax                           | Als speler bij Ajax                           | Als speler bij Ajax                           | Als speler bij Ajax                           | Als speler bij Ajax                           | Als speler bij Ajax                           |
| --------------------------------------------- | --------------------------------------------- | --------------------------------------------- | --------------------------------------------- | --------------------------------------------- | --------------------------------------------- |
| 1.                                            | 30 april 2003                                 | Nederland – Portugal                          | 1 – 1                                         | Vriendschappelijk                             | 0                                             |
| 2.                                            | 11 oktober 2003                               | Nederland – Moldavië                          | 5 – 0                                         | Kwalificatie EK 2004                          | 1                                             |
| 3.                                            | 19 november 2003                              | Nederland – Schotland                         | 6 – 0                                         | Kwalificatie play-off                         | 1                                             |
| 4.                                            | 18 februari 2004                              | Nederland – Verenigde Staten                  | 1 – 0                                         | Vriendschappelijk                             | 0                                             |
| 5.                                            | 31 maart 2004                                 | Nederland – Frankrijk                         | 0 – 0                                         | Vriendschappelijk                             | 0                                             |
| 6.                                            | 28 april 2004                                 | Nederland – Griekenland                       | 4 – 0                                         | Vriendschappelijk                             | 0                                             |
| 7.                                            | 29 mei 2004                                   | Nederland – België                            | 0 – 1                                         | Vriendschappelijk                             | 0                                             |
| 8.                                            | 1 juni 2004                                   | Nederland – Faeröer                           | 3 – 0                                         | Vriendschappelijk                             | 0                                             |
| 9.                                            | 5 juni 2004                                   | Nederland – Ierland                           | 0 – 1                                         | Vriendschappelijk                             | 0                                             |
| 10.                                           | 15 juni 2004                                  | Duitsland – Nederland                         | 1 – 1                                         | EK 2004                                       | 0                                             |
| 11.                                           | 23 juni 2004                                  | Nederland – Letland                           | 3 – 0                                         | EK 2004                                       | 0                                             |
| 12.                                           | 18 augustus 2004                              | Zweden – Nederland                            | 2 – 2                                         | Vriendschappelijk                             | 1                                             |
| 13.                                           | 3 september 2004                              | Nederland – Liechtenstein                     | 3 – 0                                         | Vriendschappelijk                             | 0                                             |
| 14.                                           | 8 september 2004                              | Nederland – Tsjechië                          | 2 – 0                                         | Kwalificatie WK 2006                          | 0                                             |
| 15.                                           | 9 oktober 2004                                | Macedonië – Nederland                         | 2 – 2                                         | Kwalificatie WK 2006                          | 0                                             |
| 16.                                           | 13 oktober 2004                               | Nederland – Finland                           | 3 – 1                                         | Kwalificatie WK 2006                          | 1                                             |
| 17.                                           | 17 november 2004                              | Andorra – Nederland                           | 0 – 3                                         | Kwalificatie WK 2006                          | 1                                             |
| 18.                                           | 3 september 2005                              | Armenië - Nederland                           | 0 – 1                                         | Kwalificatie WK 2006                          | 0                                             |
| 19.                                           | 7 september 2005                              | Nederland – Andorra                           | 4 – 0                                         | Kwalificatie WK 2006                          | 0                                             |
| 20.                                           | 12 oktober 2005                               | Nederland – Macedonië                         | 0 – 0                                         | Kwalificatie WK 2006                          | 0                                             |
| 21.                                           | 27 mei 2006                                   | Nederland – Kameroen                          | 1 – 0                                         | Vriendschappelijk                             | 0                                             |
| 22.                                           | 1 juni 2006                                   | Nederland – Mexico                            | 2 – 1                                         | Vriendschappelijk                             | 0                                             |
| 23.                                           | 4 juni 2006                                   | Nederland – Australië                         | 1 – 1                                         | Vriendschappelijk                             | 0                                             |
| 24.                                           | 11 juni 2006                                  | Servië en Montenegro – Nederland              | 0 – 1                                         | WK 2006                                       | 0                                             |
| 25.                                           | 16 juni 2006                                  | Nederland – Ivoorkust                         | 2 – 1                                         | WK 2006                                       | 0                                             |
| 26.                                           | 21 juni 2006                                  | Nederland – Argentinië                        | 0 – 0                                         | WK 2006                                       | 0                                             |
| 27.                                           | 25 juni 2006                                  | Portugal – Nederland                          | 1 – 0                                         | WK 2006                                       | 0                                             |
| 28.                                           | 6 september 2006                              | Nederland – Wit-Rusland                       | 3 – 0                                         | Kwalificatie EK 2008                          | 0                                             |
| 29.                                           | 7 oktober 2006                                | Bulgarije – Nederland                         | 1 – 1                                         | Kwalificatie EK 2008                          | 0                                             |
| 30.                                           | 11 oktober 2006                               | Nederland – Albanië                           | 2 – 1                                         | Kwalificatie EK 2008                          | 0                                             |
| 31.                                           | 7 februari 2007                               | Nederland – Rusland                           | 4 – 1                                         | Vriendschappelijk                             | 1                                             |
| 32.                                           | 24 maart 2007                                 | Nederland – Roemenië                          | 0 – 0                                         | Kwalificatie EK 2008                          | 0                                             |
| 33.                                           | 28 maart 2007                                 | Slovenië – Nederland                          | 0 – 1                                         | Kwalificatie EK 2008                          | 0                                             |
| 34.                                           | 2 juni 2007                                   | Zuid-Korea – Nederland                        | 0 – 2                                         | Vriendschappelijk                             | 0                                             |
| 35.                                           | 6 juni 2007                                   | Thailand – Nederland                          | 1 – 3                                         | Vriendschappelijk                             | 0                                             |
| Als speler bij Real Madrid                    |                                               |                                               |                                               |                                               |                                               |
| 36.                                           | 22 augustus 2007                              | Zwitserland – Nederland                       | 2 – 1                                         | Vriendschappelijk                             | 0                                             |
| 37.                                           | 8 september 2007                              | Nederland – Bulgarije                         | 2 – 0                                         | Kwalificatie EK 2008                          | 1                                             |
| 38.                                           | 12 september 2007                             | Albanië – Nederland                           | 0 – 1                                         | Kwalificatie EK 2008                          | 0                                             |
| 39.                                           | 17 oktober 2007                               | Nederland – Slovenië                          | 2 – 0                                         | Kwalificatie EK 2008                          | 1                                             |
| 40.                                           | 17 november 2007                              | Nederland – Luxemburg                         | 1 – 0                                         | Kwalificatie EK 2008                          | 0                                             |
| 41.                                           | 21 november 2007                              | Wit-Rusland – Nederland                       | 2 – 1                                         | Kwalificatie EK 2008                          | 0                                             |
| 42.                                           | 6 februari 2008                               | Kroatië – Nederland                           | 0 – 3                                         | Vriendschappelijk                             | 0                                             |
| 43.                                           | 26 maart 2008                                 | Oostenrijk – Nederland                        | 3 – 4                                         | Vriendschappelijk                             | 0                                             |
| 44.                                           | 29 mei 2008                                   | Nederland – Denemarken                        | 1 – 1                                         | Vriendschappelijk                             | 0                                             |
| 45.                                           | 1 juni 2008                                   | Nederland – Wales                             | 2 – 0                                         | Vriendschappelijk                             | 1                                             |
| 46.                                           | 9 juni 2008                                   | Nederland – Italië                            | 3 – 0                                         | EK 2008                                       | 1                                             |
| 47.                                           | 13 juni 2008                                  | Nederland – Frankrijk                         | 4 – 1                                         | EK 2008                                       | 1                                             |
| 48.                                           | 21 juni 2008                                  | Nederland – Rusland                           | 1 – 3                                         | EK 2008                                       | 0                                             |
| 49.                                           | 11 oktober 2008                               | Nederland – IJsland                           | 2 – 0                                         | Kwalificatie WK 2010                          | 0                                             |
| 50.                                           | 15 oktober 2008                               | Noorwegen – Nederland                         | 0 – 1                                         | Kwalificatie WK 2010                          | 0                                             |
| 51.                                           | 19 november 2008                              | Nederland – Zweden                            | 3 – 1                                         | Vriendschappelijk                             | 0                                             |
| 52.                                           | 11 februari 2009                              | Tunesië – Nederland                           | 1 – 1                                         | Vriendschappelijk                             | 0                                             |
| 53.                                           | 28 maart 2009                                 | Nederland – Schotland                         | 3 – 0                                         | Kwalificatie WK 2010                          | 0                                             |
| 54.                                           | 1 april 2009                                  | Nederland – Macedonië                         | 4 – 0                                         | Kwalificatie WK 2010                          | 0                                             |
| 55.                                           | 12 augustus 2009                              | Nederland – Engeland                          | 2 – 2                                         | Vriendschappelijk                             | 0                                             |
| Als speler bij Internazionale                 |                                               |                                               |                                               |                                               |                                               |
| 56.                                           | 5 september 2009                              | Nederland – Japan                             | 3 – 0                                         | Vriendschappelijk                             | 1                                             |
| 57.                                           | 9 september 2009                              | Schotland – Nederland                         | 0 – 1                                         | Kwalificatie WK 2010                          | 0                                             |
| 58.                                           | 12 augustus 2009                              | Australië – Nederland                         | 0 – 0                                         | Vriendschappelijk                             | 0                                             |
| 59.                                           | 3 maart 2010                                  | Nederland – Verenigde Staten                  | 2 – 1                                         | Vriendschappelijk                             | 0                                             |
| 60.                                           | 1 juni 2010                                   | Nederland – Ghana                             | 4 – 1                                         | Vriendschappelijk                             | 1                                             |
| 61.                                           | 5 juni 2010                                   | Nederland – Hongarije                         | 6 – 1                                         | Vriendschappelijk                             | 1                                             |
| 62.                                           | 14 juni 2010                                  | Nederland – Denemarken                        | 2 – 0                                         | WK 2010                                       | 0                                             |
| 63.                                           | 19 juni 2010                                  | Nederland – Japan                             | 1 – 0                                         | WK 2010                                       | 1                                             |
| 64.                                           | 24 juni 2010                                  | Kameroen – Nederland                          | 1 – 2                                         | WK 2010                                       | 0                                             |
| 65.                                           | 28 juni 2010                                  | Nederland – Slowakije                         | 2 – 1                                         | WK 2010                                       | 1                                             |
| 66.                                           | 2 juli 2010                                   | Nederland – Brazilië                          | 2 – 1                                         | WK 2010                                       | 2                                             |
| 67.                                           | 6 juli 2010                                   | Uruguay – Nederland                           | 2 – 3                                         | WK 2010                                       | 1                                             |
| 68.                                           | 11 juli 2010                                  | Nederland – Spanje                            | 0 – 1                                         | WK 2010                                       | 0                                             |
| 69.                                           | 3 september 2010                              | San Marino – Nederland                        | 0 – 5                                         | Kwalificatie EK 2012                          | 0                                             |
| 70.                                           | 7 september 2010                              | Nederland – Finland                           | 2 – 1                                         | Kwalificatie EK 2012                          | 0                                             |
| 71.                                           | 8 oktober 2010                                | Moldavië – Nederland                          | 0 – 1                                         | Kwalificatie EK 2012                          | 0                                             |
| 72.                                           | 12 oktober 2010                               | Nederland – Zweden                            | 4 – 1                                         | Kwalificatie EK 2012                          | 0                                             |
| 73.                                           | 17 november 2010                              | Nederland – Turkije                           | 1 – 0                                         | Vriendschappelijk                             | 0                                             |
| 74.                                           | 9 februari 2011                               | Nederland – Oostenrijk                        | 3 – 1                                         | Vriendschappelijk                             | 1                                             |
| 75.                                           | 25 maart 2011                                 | Hongarije – Nederland                         | 0 – 4                                         | Kwalificatie EK 2012                          | 0                                             |
| 76.                                           | 29 maart 2011                                 | Nederland – Hongarije                         | 5 – 3                                         | Kwalificatie EK 2012                          | 1                                             |
| 77.                                           | 2 september 2011                              | Nederland – San Marino                        | 11 – 0                                        | Kwalificatie EK 2012                          | 2                                             |
| 78.                                           | 6 september 2011                              | Finland – Nederland                           | 0 – 2                                         | Kwalificatie EK 2012                          | 0                                             |
| 79.                                           | 11 november 2011                              | Nederland – Zwitserland                       | 0 – 0                                         | Vriendschappelijk                             | 0                                             |
| 80.                                           | 15 november 2011                              | Duitsland – Nederland                         | 3 – 0                                         | Vriendschappelijk                             | 0                                             |
| 81.                                           | 29 februari 2012                              | Engeland – Nederland                          | 2 – 3                                         | Vriendschappelijk                             | 0                                             |
| 82.                                           | 26 mei 2012                                   | Nederland – Bulgarije                         | 1 – 2                                         | Vriendschappelijk                             | 0                                             |
| 83.                                           | 30 mei 2012                                   | Nederland – Slowakije                         | 2 – 0                                         | Vriendschappelijk                             | 0                                             |
| 84.                                           | 2 juni 2012                                   | Nederland – Noord-Ierland                     | 6 – 0                                         | Vriendschappelijk                             | 1                                             |
| 85.                                           | 9 juni 2012                                   | Nederland – Denemarken                        | 0 – 1                                         | EK 2012                                       | 0                                             |
| 86.                                           | 13 juni 2012                                  | Nederland – Duitsland                         | 1 – 2                                         | EK 2012                                       | 0                                             |
| 87.                                           | 17 juni 2012                                  | Portugal – Nederland                          | 2 – 1                                         | EK 2012                                       | 0                                             |
| 88.                                           | 15 augustus 2012                              | België – Nederland                            | 4 – 2                                         | Vriendschappelijk                             | 0                                             |
| 89.                                           | 7 september 2012                              | Nederland – Turkije                           | 2 – 0                                         | Kwalificatie WK 2014                          | 0                                             |
| 90.                                           | 11 september 2012                             | Hongarije – Nederland                         | 1 – 4                                         | Kwalificatie WK 2014                          | 0                                             |
| Als speler bij Galatasaray SK                 |                                               |                                               |                                               |                                               |                                               |
| 91.                                           | 22 maart 2013                                 | Nederland – Estland                           | 3 – 0                                         | Kwalificatie WK 2014                          | 0                                             |
| 92.                                           | 7 juni 2013                                   | Indonesië – Nederland                         | 0 – 3                                         | Vriendschappelijk                             | 0                                             |
| 93.                                           | 11 juni 2013                                  | China – Nederland                             | 0 – 2                                         | Vriendschappelijk                             | 1                                             |
| 94.                                           | 6 september 2013                              | Estland – Nederland                           | 2 – 2                                         | Kwalificatie WK 2014                          | 0                                             |
| 95.                                           | 10 september 2013                             | Andorra – Nederland                           | 0 – 2                                         | Kwalificatie WK 2014                          | 0                                             |
| 96.                                           | 15 oktober 2013                               | Turkije – Nederland                           | 0 – 2                                         | Kwalificatie WK 2014                          | 1                                             |
| 97.                                           | 5 maart 2014                                  | Frankrijk – Nederland                         | 2 – 0                                         | Vriendschappelijk                             | 0                                             |
| 98.                                           | 31 mei 2014                                   | Nederland – Ghana                             | 1 – 0                                         | Vriendschappelijk                             | 0                                             |
| 99.                                           | 4 juni 2014                                   | Nederland – Wales                             | 2 – 0                                         | Vriendschappelijk                             | 0                                             |
| 100.                                          | 13 juni 2014                                  | Spanje – Nederland                            | 1 – 5                                         | WK 2014 groepsfase                            | 0                                             |
| 101.                                          | 18 juni 2014                                  | Australië – Nederland                         | 2 – 3                                         | WK 2014 groepsfase                            | 0                                             |
| 102.                                          | 23 juni 2014                                  | Nederland – Chili                             | 2 – 0                                         | WK 2014 groepsfase                            | 0                                             |
| 103.                                          | 29 juni 2014                                  | Nederland – Mexico                            | 2 – 1                                         | WK 2014 achtste finale                        | 1                                             |
| 104.                                          | 5 juli 2014                                   | Nederland – Costa Rica                        | 0 – 0 (4 – 3 wns)                             | WK 2014 kwartfinale                           | 0                                             |
| 105.                                          | 9 juli 2014                                   | Nederland – Argentinië                        | 0 – 0 (2 – 4 wns)                             | WK 2014 halve finale                          | 0                                             |
| 106.                                          | 4 september 2014                              | Italië – Nederland                            | 2 – 0                                         | Vriendschappelijk                             | 0                                             |
| 107.                                          | 9 september 2014                              | Tsjechië – Nederland                          | 2 – 1                                         | Kwalificatie EK 2016                          | 0                                             |
| 108.                                          | 10 oktober 2014                               | Nederland – Kazachstan                        | 3 – 1                                         | Kwalificatie EK 2016                          | 0                                             |
| 109.                                          | 13 oktober 2014                               | IJsland – Nederland                           | 2 – 0                                         | Kwalificatie EK 2016                          | 0                                             |
| 110.                                          | 12 november 2014                              | Nederland – Mexico                            | 2 – 3                                         | Vriendschappelijk                             | 1                                             |
| 111.                                          | 16 november 2014                              | Nederland – Letland                           | 6 – 0                                         | Kwalificatie EK 2016                          | 0                                             |
| 112.                                          | 28 maart 2015                                 | Nederland – Turkije                           | 1 – 1                                         | Kwalificatie EK 2016                          | 0                                             |
| 113.                                          | 31 maart 2015                                 | Nederland – Spanje                            | 2 – 0                                         | Vriendschappelijk                             | 0                                             |
| 114.                                          | 5 juni 2015                                   | Nederland – Verenigde Staten                  | 3 – 4                                         | Vriendschappelijk                             | 0                                             |
| 115.                                          | 12 juni 2015                                  | Letland – Nederland                           | 0 – 2                                         | Kwalificatie EK 2016                          | 0                                             |
| 116.                                          | 3 september 2015                              | Nederland – IJsland                           | 0 – 1                                         | Kwalificatie EK 2016                          | 0                                             |
| 117.                                          | 6 september 2015                              | Turkije – Nederland                           | 3 – 0                                         | Kwalificatie EK 2016                          | 0                                             |
| 118.                                          | 10 oktober 2015                               | Kazachstan – Nederland                        | 1 – 2                                         | Kwalificatie EK 2016                          | 1                                             |
| 119.                                          | 13 oktober 2015                               | Nederland – Tsjechië                          | 2 – 3                                         | Kwalificatie EK 2016                          | 0                                             |
| 120.                                          | 13 november 2015                              | Wales – Nederland                             | 2 – 3                                         | Vriendschappelijk                             | 0                                             |
| 121.                                          | 25 maart 2016                                 | Nederland – Frankrijk                         | 2 – 3                                         | Vriendschappelijk                             | 0                                             |
| 122.                                          | 1 september 2016                              | Nederland – Griekenland                       | 1 – 2                                         | Vriendschappelijk                             | 0                                             |
| 123.                                          | 6 september 2016                              | Zweden – Nederland                            | 1 – 1                                         | Kwalificatie WK 2018                          | 1                                             |
| 124.                                          | 7 oktober 2016                                | Nederland – Wit-Rusland                       | 4 – 1                                         | Kwalificatie WK 2018                          | 0                                             |
| 125.                                          | 9 november 2016                               | Nederland – België                            | 1 – 1                                         | Vriendschappelijk                             | 0                                             |
| 126.                                          | 13 november 2016                              | Luxemburg – Nederland                         | 1 – 3                                         | Kwalificatie WK 2018                          | 0                                             |
| 127.                                          | 25 maart 2017                                 | Bulgarije – Nederland                         | 2 – 0                                         | Kwalificatie WK 2018                          | 0                                             |
| 128.                                          | 28 maart 2017                                 | Nederland – Italië                            | 1 – 2                                         | Vriendschappelijk                             | 0                                             |
| 129.                                          | 31 mei 2017                                   | Marokko – Nederland                           | 1 – 2                                         | Vriendschappelijk                             | 0                                             |
| 130.                                          | 4 juni 2017                                   | Nederland – Ivoorkust                         | 5 – 0                                         | Vriendschappelijk                             | 0                                             |
| 131.                                          | 9 juni 2017                                   | Nederland – Luxemburg                         | 5 – 0                                         | Kwalificatie WK 2018                          | 1                                             |
| Als speler bij OGC Nice                       |                                               |                                               |                                               |                                               |                                               |
| 132.                                          | 31 augustus 2017                              | Frankrijk – Nederland                         | 4 – 0                                         | Kwalificatie WK 2018                          | 0                                             |
| 133.                                          | 14 november 2017                              | Roemenië – Nederland                          | 0 – 3                                         | Vriendschappelijk                             | 0                                             |
| Als speler bij Al-Gharafa                     |                                               |                                               |                                               |                                               |                                               |
| 134.                                          | 6 september 2018                              | Nederland – Peru                              | 2 – 1                                         | Vriendschappelijk                             | 0                                             |

## Erelijst
Ajax
- Eredivisie: 2003/04
- KNVB beker: 2005/06, 2006/07
- Johan Cruijff Schaal: 2005, 2006

 Real Madrid
- Primera División: 2007/08

 Internazionale
- FIFA Club World Cup: 2010
- UEFA Champions League: 2009/10
- Serie A: 2009/10
- Coppa Italia: 2009/10, 2010/11
- Supercoppa Italiana: 2010

 Galatasaray
- Süper Lig: 2012/13, 2014/15
- Türkiye Kupası: 2013/14, 2014/15, 2015/16
- Süper Kupa: 2013, 2015, 2016

 Al-Gharafa
- Qatari Stars Cup: 2018/19

### Persoonlijk
- Nederlands Talent van het Jaar: 2004
- Ajax-talent van het jaar: 2004
- Ajax-speler van het jaar: 2007
- Opgenomen in elftal van het jaar Voetbal International: 2006/07
- Mooiste Doelpunt van het EK 2008: de 4-1 tegen Frankrijk
- All Star Team: WK 2010
- Zilveren Bal: WK 2010
- Bronzen Schoen: WK 2010
- Europees Middenvelder van het Jaar: 2010
- Nominatie Ballon d'Or: 2010
- Oeuvre Award: Voetbalcarrière (Voetballer van het Jaar Gala: 2018)

## Privéleven
Sneijder trouwde op 18 juni 2005 met zijn jeugdliefde met wie hij een jaar later een zoon kreeg. In 2009 scheidden ze.
Daarop trouwde hij op 7 april 2010 in Amsterdam met televisiepresentatrice Yolanthe Cabau, na in december 2009 met haar te zijn verloofd. Op 17 juli 2010 gaf het koppel elkaar het jawoord voor de Kerk, ditmaal in Italië. Ze hebben samen een zoon. In 2019 werd bekend dat ze uit elkaar waren.

## Discografie

### Singles
| Single met eventuele hitnotering(en) in de Nederlandse Top 40 | Datum van verschijnen | Datum van binnenkomst | Hoogste positie | Aantal weken | Opmerkingen                             |
| ------------------------------------------------------------- | --------------------- | --------------------- | --------------- | ------------ | --------------------------------------- |
| Koning voetbal dit EK                                         | 2021                  | 05-06-2021            | tip19           |              | met Charly Lownoise & Mental Theo       |
| Een aperolletje                                               | 2023                  |                       |                 |              | met Wilfred Genee & Andy van der Meijde |
| Ik ben net als jij (Ich bin wie du)                           | 2024                  |                       |                 |              | met Wesly Bronkhorst als Wes & Wes      |